# Nomocharis saluenensis
Nomocharis saluenensis är en liljeväxtart som beskrevs av Isaac Bayley Balfour. Nomocharis saluenensis ingår i släktet Nomocharis och familjen liljeväxter. Inga underarter finns listade.